# 2022년 지중해 게임
2022년 지중해 게임(아랍어: ألعاب البحر الأبيض المتوسط 2022)은 제19회 지중해 게임으로 2022년 6월 25일부터 7월 6일까지 알제리 오랑에서 열렸다. 26개국 3390명의 선수가 참가했으며 24개 종목이 진행되었다. 
이탈리아가 가장 많은 금메달과 메달을 획득하면서 종합 메달 순위 1위에 올랐다.

## 종목
- 가라테
- 농구
- 레슬링
- 배구
  -  배구
  -  비치발리볼
- 배드민턴
- 불
- 복싱
- 사격
- 사이클
- 승마
- 수상
  -  수영
  -  수구
  -  장애인 수영
- 양궁
- 역도
- 요트
- 유도
- 육상
  -  육상
  -  장애인 육상
- 체조
  -  기계 체조
  -  리듬 체조
- 축구
- 탁구
- 태권도
- 테니스
- 펜싱
- 핸드볼

## 참가국
제19회 지중해 게임에는 총 24개 국가가 참가했다.
- 그리스 (176)
- 레바논 (38)
- 리비아 (14)
- 모나코 (17)
- 모로코 (137)
- 몬테네그로 (32)
- 몰타 (31)
- 바티칸 시국 (1) *
- 보스니아 헤르체고비나 (54)
- 북마케도니아 (79)
- 산마리노 (20)
- 세르비아 (160)
- 스페인 (282)
- 슬로베니아 (139)
- 시리아 (26)
- 안도라 (11)
- 알바니아 (50)
- 알제리 (389) (개최국)
- 이탈리아 (40)
- 이집트 (191)
- 코소보 (40)
- 크로아티아 (110)
- 키프로스 (113)
- 튀니지 (175)
- 튀르키예 (324)
- 포르투갈 (163)
- 프랑스 (313)

- 바티칸 시국은 국제 지중해 게임 위원회의 비회원국이지만 초청국 자격으로 참가했다.

## 메달 집계
개최국
| 순위 | 국가                  | 금메달 | 은메달 | 동메달 | 합계 |
| ---- | --------------------- | ------ | ------ | ------ | ---- |
| 1    | 이탈리아              | 48     | 50     | 61     | 159  |
| 2    | 튀르키예              | 45     | 26     | 37     | 108  |
| 3    | 프랑스                | 21     | 24     | 36     | 81   |
| 4    | 알제리                | 20     | 17     | 16     | 53   |
| 5    | 스페인                | 16     | 25     | 25     | 66   |
| 6    | 이집트                | 13     | 15     | 23     | 51   |
| 7    | 세르비아              | 13     | 7      | 11     | 31   |
| 8    | 그리스                | 10     | 11     | 10     | 31   |
| 9    | 포르투갈              | 7      | 10     | 8      | 25   |
| 10   | 튀니지                | 6      | 8      | 13     | 27   |
| 11   | 슬로베니아            | 6      | 8      | 9      | 23   |
| 12   | 크로아티아            | 6      | 7      | 10     | 23   |
| 13   | 키프로스              | 5      | 2      | 7      | 14   |
| 14   | 시리아                | 4      | 3      | 0      | 7    |
| 15   | 모로코                | 3      | 13     | 17     | 33   |
| 16   | 코소보                | 3      | 0      | 3      | 6    |
| 17   | 산마리노              | 2      | 1      | 3      | 6    |
| 18   | 알바니아              | 2      | 1      | 1      | 4    |
| 19   | 보스니아 헤르체고비나 | 2      | 0      | 6      | 8    |
| 20   | 몬테네그로            | 1      | 4      | 2      | 7    |
| 21   | 북마케도니아          | 1      | 0      | 2      | 3    |
| 22   | 모나코                | 1      | 0      | 0      | 1    |
| 23   | 몰타                  | 0      | 1      | 0      | 1    |
| 24   | 리비아                | 0      | 0      | 1      | 1    |
| 합계 | 합계                  | 235    | 233    | 301    | 769  |